# Либија на Летњим олимпијским играма 2008.
Либија на Летњим олимпијским играма учествује девети пут. На Олимпијским играма 2008. у Пекингу у Кини учествовали су са седам учесника (пет мушкараца и две жене), који су се такмичили у пет индивидуалних спортова.
Заставу Либије на свечаном отварању Олимпијских игара 2008. носио је џудиста Мохамед Бен Салех.

## Спортисти Либије по дисциплинама

### Атлетика

#### Мушкарци
| Атлетичар            | Дисциплина | Група    | Група | Четвртфинале | Четвртфинале | Полуфинале | Полуфинале | Финале       | Финале       |
| Атлетичар            | Дисциплина | Резултат | Место | Резултат     | Место        | Резултат   | Место      | Резултат     | Место        |
| -------------------- | ---------- | -------- | ----- | ------------ | ------------ | ---------- | ---------- | ------------ | ------------ |
| Али Маброук Ел Заиди | Маратон    |          |       |              |              |            |            | Није завршио | Није завршио |

#### Жене
| Атлетичар | Дисциплина | Група    | Група | Четвртфинале | Четвртфинале | Полуфинале            | Полуфинале            | Финале                | Финале                |
| Атлетичар | Дисциплина | Резултат | Место | Резултат     | Место        | Резултат              | Место                 | Резултат              | Место                 |
| --------- | ---------- | -------- | ----- | ------------ | ------------ | --------------------- | --------------------- | --------------------- | --------------------- |
| Гхада Али | 400 м      | 1:06,19  | 50    |              |              | Није се квалификовала | Није се квалификовала | Није се квалификовала | Није се квалификовала |

### Бициклизам

#### Мушкарци
| Такмичар       | Дисциплина         | Време        | Пласман      |
| -------------- | ------------------ | ------------ | ------------ |
| Ахмед Белгасим | Друмски бициклизам | није завршио | није завршио |

### Пливање

#### Мушкарци
| Пливач         | Дисциплина     | Група | Група   | Полуфинале           | Полуфинале           | Финале               | Финале               | Детаљи |
| Пливач         | Дисциплина     | Време | Пласман | Време                | Пласман              | Време                | Пласман              | Детаљи |
| -------------- | -------------- | ----- | ------- | -------------------- | -------------------- | -------------------- | -------------------- | ------ |
| Софиан Ел Гади | 100 м слободно | 57,89 | 64      | Није се квалификовао | Није се квалификовао | Није се квалификовао | Није се квалификовао |        |

#### Жене
| Пливач         | Дисциплина  | Група   | Група   | Полуфинале            | Полуфинале            | Финале                | Финале                | Детаљи |
| Пливач         | Дисциплина  | Време   | Пласман | Време                 | Пласман               | Време                 | Пласман               | Детаљи |
| -------------- | ----------- | ------- | ------- | --------------------- | --------------------- | --------------------- | --------------------- | ------ |
| Асмахан Фархат | 100 м прсно | 1:21,68 | 47      | Није се квалификовала | Није се квалификовала | Није се квалификовала | Није се квалификовала |        |

### Теквондо

#### Мушкарци
| Такмичар    | Дисциплина | Коло 16 такмичара               | Четвртфинале       | Полуфинале         | Репасаж Полуфинале | Репасаж Финале     | Финале          | Пласман         | Детаљи |
| Такмичар    | Дисциплина | Противник Резултат              | Противник Резултат | Противник Резултат | Противник Резултат | Противник Резултат | Финале          | Пласман         | Детаљи |
| ----------- | ---------- | ------------------------------- | ------------------ | ------------------ | ------------------ | ------------------ | --------------- | --------------- | ------ |
| Езиден Тлиш | до 68 кг   | Узбекистан Ким Дисквалификација | Дисквалификован    | Дисквалификован    | Дисквалификован    | Дисквалификован    | Дисквалификован | Дисквалификован |        |

### Џудо

#### Мушкарци
| Такмичар          | Дисциплина | Квалификације                | 1 коло (32)          | 2 коло (16)          | Четвртфинале         | Полуфинале           | 1 коло репасаж       | Четвртфинале репасаж | Полуфинале репасаж   | Финал   |
| Такмичар          | Дисциплина | Противник Резултат           | Противнк Резултат    | Противник Резултат   | Противник Резултат   | Противник Резултат   | Противнк Резултат    | Противник Резултат   | Противник Резултат   | Пласман |
| ----------------- | ---------- | ---------------------------- | -------------------- | -------------------- | -------------------- | -------------------- | -------------------- | -------------------- | -------------------- | ------- |
| Мохамед Бен Салех | -100 kg    | Мађарска Хадфи Пор 0000-1001 | Није се квалификовао | Није се квалификовао | Није се квалификовао | Није се квалификовао | Није се квалификовао | Није се квалификовао | Није се квалификовао |         |